# Jules De Sloover
 (janvier 2024).
Pour les articles homonymes, voir De Sloover.
Jules De Sloover, né le 5 janvier 2002 à Roulers en Belgique, est un snowboardeur belge.

## Biographie
En 2019, il prend la 2e place en slopestyle lors du Festival olympique de la jeunesse européenne à Sarajevo & Istočno Sarajevo.

## Palmarès

### Festival olympique de la jeunesse
- Sarajevo & Istočno Sarajevo 2019 :
  -  Médaille d'argent en slopestyle.